# Васильов връх
Васильов връх (1490 m н.в.) е най-високата точка на Предбалкана. Върхът и околността му представляват пасище. По билото на Васильов личат следи от стар римски път.
Най-лесният маршрут за изкачването му е от седловината Богоя в най-високата част на асфалтовия път Рибарица – Шипково, откъдето има макадамов път до хижа „Васильов“ (на 1370 m надморска височина). От хижата до върха се стига за 15-ина минути.
Връх Васильов е с обширна панорама във всички посоки: на юг към централното било на Средна Стара планина – от връх Марагидик и Ботев до Свищи плаз, към язовир „Сопот“ на север, към Долнодунавската низина и Предбалкана.